# Michael Hesse (Kunsthistoriker)
Michael Hesse (* 13. Oktober 1951 in Dortmund; † 17. April 2024) war ein deutscher Kunsthistoriker und Hochschullehrer.

## Leben

### Werdegang
Michael Hesse studierte von 1971 bis 1976 Kunstgeschichte/Kunstwissenschaft, Klassische Archäologie, Geschichte und Philosophie in Bochum und Münster und legte zunächst das Staatsexamen in den Fächern Kunstwissenschaft und Geschichte ab. In seiner Zulassungsarbeit widmete er sich der Chigi-Kapelle an der Kirche Santa Maria del Popolo in Rom und ihrer Umgestaltung durch den Bildhauer und Architekten Gian Lorenzo Bernini im 17. Jahrhundert. Ein Stipendium durch die Studienstiftung des Deutschen Volkes ermöglichte ihm anschließend weiterführende Studien in Bochum und Paris. Im Jahr 1979 schloss er diese mit der Promotion ab. In seiner unter Anleitung von Manfred Wundram entstandenen Dissertation behandelte er die Auseinandersetzung mit der Gotik in der Sakralarchitektur des 16. bis 18. Jahrhunderts in Frankreich (siehe den Abschnitt Schriften). Dem weiteren Themengebiet der Architekturgeschichte der Frühen Neuzeit galt auch anschließend sein besonderes Augenmerk (vergleiche unten die Abschnitte Forschungsinteressen und Ämter, sowie das detaillierte Publikationsverzeichnis). Von 1979 bis 1986 war er als Wissenschaftlicher Mitarbeiter und als Hochschulassistent am Kunstgeschichtlichen Institut der Ruhr-Universität Bochum tätig, zudem von 1980 bis 1988 als Lehrbeauftragter für Baugeschichte und Architekturtheorie an der Abteilung Bauwesen der Universität Dortmund. Im Jahr 1986 habilitierte er sich an der Universität Bochum mit einer Forschungsarbeit über Königsplätze in Paris. Ab demselben Jahr wirkte er dort als Professor für das Fachgebiet Mittlere und Neuere Kunstgeschichte, bis er im Jahr 1992 auf die Professur für Neuere Europäische Kunstgeschichte an der Ruprecht-Karls-Universität Heidelberg wechselte.

### Ämter
Michael Hesse war in vielerlei Funktionen in der Wissenschaftsverwaltung und beratend auf seinem Fachgebiet tätig, so unter anderem
- als Gutachter für die Deutsche Forschungsgemeinschaft,
- als Stellvertretender Vorsitzender der Wissenschaftlichen Kommission der Deutschen Stiftung Denkmalschutz,
- bei der Konzeption und Organisation von Kunstausstellungen und
- als Berater der Staatlichen Schlösser und Gärten Baden-Württemberg.

## Forschungsinteressen
Michael Hesses besonderes Interesse galt der Forschung zu den Themengebieten
- Theorie und Praxis der Architektur und des Städtebaus in der Neuzeit und der Gegenwart,
  - besonders im Frankreich des Ancien Régime sowie
  - in der internationalen Entwicklung seit 1945,
- Probleme des Verhältnisses der Moderne zur Klassischen Tradition,
- daneben auch zu einzelnen Problemen der Bildkünste seit dem Beginn der Moderne (siehe dazu auch das Publikationsverzeichnis auf dem Internetportal seiner Universität).

## Schriften (Auswahl)
- Von der Nachgotik zur Neugotik. Auseinandersetzung mit der Gotik in der Französischen Sakralarchitektur des 16ten, 17ten und 18ten Jahrhunderts (= Bochumer Schriften zur Kunstgeschichte, Band 3). Frankfurt/Main 1984, ISBN (Buchfassung der Doktorarbeit).
- Die Marktkirche in Wiesbaden. München und Zürich 1987.
- Stadtarchitektur. Fallbeispiele von der Antike bis zur Gegenwart. Deubner Verlag für Kunst, Köln 2003.
- Klassische Architektur in Frankreich. Kirchen, Schlösser, Gärten, Städte 1600 - 1800. Wissenschaftliche Buchgesellschaft, Darmstadt 2004.
- Handbuch der Neuzeitlichen Architektur. Wissenschaftliche Buchgesellschaft, Darmstadt 2012 (400 Seiten), ISBN 978-3-534-21777-9 (Dieses Handbuch behandelt die Baugeschichte von 1450 bis 1850).
  - Buchhandelsausgabe: Theiß, Stuttgart 2012, ISBN 978-3-8062-2233-3.